# ابو منصور وهسودان
ابو منصور وهسودان امیر یکی مانده به آخر روادیان آذربایجان از سال ۱۰۲۵ تا ۱۰۵۸/۵۹ میلادی بود. او برجسته‌ترین فرمانروای دودمان خود شناخته می‌شود. با کمک همسایه‌های کرد، او نخست یورش‌های قبایل ترکمان را متوقف کرد، اما در پایان، مجبور شد اختیار فرمانروای سلجوقی، طغرل بیک (حک. ۱۰۳۷–۱۰۶۳) را به رسمیت بشناسد. جانشین او، پسرش ابو نصر مملان دوم (حک. ۱۰۵۸/۵۹–۱۰۷۰) بود.

نقشهٔ آذربایجان و اطراف آن